# Independență (filozofie)
Conceptul de independență definește generic lipsa de legătură, lipsa de condiționare de orice fel, între două modalități reflectate într-o conștiință, între două individualități reciproc conștientizate, sau între o modalitate și individualitate în care se particularizează și se conștientizează.
Spre exemplu două obiecte sau evenimente sunt independente, când prezența distinctă modal a fiecăruia nu perturbă în niciun fel prezența și particularitatea existențială a celuilalt. 
Doi indivizi sunt independenți când existențele și acțiunile fiecăruia nu interferă și nu se influențează în nici un fel.

## Clasificări

### Independențe concrete și abstracte
- Independențele concrete vizează lipsa de condiționare între forme sau procese naturale.
- Independențele abstracte vizează autonomia funcțională a sistemelor informaționale, lipsa de condiționare între stările operante, cognitive sau afective, ale subiecților.

### După curentul filozofic
În gândirea metafizică se discută despre autonomia sau dependența realității de subiect. Aici se discern două curente filozofice principale, anume:
- Materialismul, care afirmă independența realității de subiect, asta însemnând că toate obiectele și procesele naturale sunt externe și autonome de prezența, percepția și reflectarea conceptuală a subiectului.
- Idealismul, care declară că subiectul este autorul formei fenomenale a realității, lumea neexistând și neputând principial exista fără subiect.

### Independența logică
Independența logică definește un sistem de axiome drept independent dacă nici una din axiome nu rezultă din combinații ale celorlalte.